# جون باتريك سميث
جون باتريك سميث (بالإنجليزية: John-Patrick Smith)‏ مواليد 24 يناير 1989 في تاونسفيل، هو لاعب كرة مضرب أسترالي. درس في جامعة تينيسي من 2007 إلى 2011. حقق أعلى مركز له في سنة 2015 وهو 108.

## الخط الزمني للفردي
مفتاح
| ف | ن | ن.ن | ر.ن | د# | د.م | ل | أ.أ | ت | غ | ب | ف | ذ | م.خ | ل.ت |

(ف) فاز بالبطولة (ن) وصل النهائي (ن.ن) نصف النهائي (ر.ن) ربع النهائي (د#) الأدوار الأربعة الأولى (د.م) دور المجموعات (ل) شارك في كأس ديفيز (أ.أ) خرج من الأدوار الاولى (ت) خسر التصفيات التأهيلية (غ) غاب عن الحدث أو البطولة (ب) حصل على ميدالية برونزية (ف) حصل على ميدالية فضية (ذ) حصل على ميدالية ذهبية (م.خ) بطولة الماسترز خُفضت إلى مرتبة أقل (ل.ت) البطولة لم تعقد في السنة المعينة.
لتجنب الارتباك وازدواجية الحساب، يتم تحديث هذه المعلومات إما في نهاية البطولة، أو عندما تكون مشاركة اللاعب في البطولة قد انتهت.
| الدورة                        | 2012 | 2013 | 2014 | 2015 | 2016 | م.ف   | ف-خ |
| ----------------------------- | ---- | ---- | ---- | ---- | ---- | ----- | --- |
| بطولة أستراليا المفتوحة للتنس | ت1   | د1   | ت1   | ت2   | ت2   | 0 / 1 | 0–1 |
| دورة رولان غاروس الدولية      | غ    | غ    | غ    | ت2   |      | 0 / 0 | 0–0 |
| بطولة ويمبلدون                | غ    | ت1   | ت1   | د1   |      | 0 / 1 | 0–1 |
| أمريكا المفتوحة               | ت1   | غ    | ت1   | د1   |      | 0 / 1 | 0–1 |
| الإجمالي                      | 0–0  | 0–1  | 0–0  | 0–2  | 0–0  | 0 / 3 | 0–3 |

## الخط الزمني للزوجي
مفتاح
| ف | ن | ن.ن | ر.ن | د# | د.م | ل | أ.أ | ت | غ | ب | ف | ذ | م.خ | ل.ت |

(ف) فاز بالبطولة (ن) وصل النهائي (ن.ن) نصف النهائي (ر.ن) ربع النهائي (د#) الأدوار الأربعة الأولى (د.م) دور المجموعات (ل) شارك في كأس ديفيز (أ.أ) خرج من الأدوار الاولى (ت) خسر التصفيات التأهيلية (غ) غاب عن الحدث أو البطولة (ب) حصل على ميدالية برونزية (ف) حصل على ميدالية فضية (ذ) حصل على ميدالية ذهبية (م.خ) بطولة الماسترز خُفضت إلى مرتبة أقل (ل.ت) البطولة لم تعقد في السنة المعينة.
لتجنب الارتباك وازدواجية الحساب، يتم تحديث هذه المعلومات إما في نهاية البطولة، أو عندما تكون مشاركة اللاعب في البطولة قد انتهت.
| الجراند سلام                  |     |     |     |     |       |     |
| بطولة أستراليا المفتوحة للتنس | د1  | د2  | د1  | د2  | 0 / 4 | 2–4 |
| دورة رولان غاروس الدولية      |     | د1  | غ   |     | 0 / 1 | 0–1 |
| ويمبلدون                      |     | د2  | د2  |     | 2 / 2 | 2–2 |
| أمريكا المفتوحة               |     | د1  | د1  |     | 0 / 2 | 0–2 |
| فوز-خسارة                     | 0–1 | 2–4 | 1-3 | 1-1 | 2 / 9 | 4–9 |

## روابط خارجية
- جون باتريك سميث على موقع رابطة محترفي التنس (الإنجليزية)
- جون باتريك سميث على موقع الاتحاد الدولي لكرة المضرب (الإنجليزية)
- جون باتريك سميث على موقع اتحاد التنس الأسترالي (الإنجليزية)
- جون باتريك سميث على موقع خلاصة التنس.كوم (الإنجليزية)
- جون باتريك سميث على موقع إي إس بي إن.كوم (الإنجليزية)

الصفحة الخاصة باللاعب جون باتريك سميث في موقع رابطة محترفي كرة المضرب.